# Nidia María Jiménez Vásquez
Nidia María Jiménez Vásquez là một nhà giáo dục và chính trị gia người Costa Rica, từng là một phó trong Hội đồng Lập pháp của Costa Rica cho nhiệm kỳ 2014 đến 2018. Cô là thành viên của Đảng Hành động của Công dân.
Jiménez có bằng cử nhân về lịch sử và địa lý của Đại học Costa Rica và bằng thạc sĩ khoa học về quản lý giáo dục của Đại học Costa Rica. Jiménez dạy môn khoa học xã hội ở trường trung học San Carlos và María Inmaculada trong 15 năm. Ngoài ra, cô đã giảng dạy tại Đại học San José, Đại học Florencio del Castillo, Đại học Santa Lucía và Đại học Católica. Khi được bầu, Jiménez là hiệu trưởng của trường Trung học Lao động ở Ciudad Quesada.
Bà được bổ nhiệm làm thư ký đầu tiên của Hội đồng Lập pháp vào ngày 1 tháng 5 năm 2014.